# Jaroslav Černohorský z Boskovic
Jaroslav Černohorský z Boskovic († 11. července 1546, Vídeň) byl moravský šlechtic pocházející z rodu pánů z Boskovic.

## Život
Jeho otcem byl Beneš Černohorský z Boskovic mladší, sourozenci Jaroslava byli Tas Černohorský z Boskovic na Černé Hoře, Dobeš Rosický z Boskovic, Jan Černohorský z Boskovic na Černé Hoře a Barbora. Spolu se svými bratry držel od otcovy smrti roku 1507 značný majetek, jehož centrum tvořil hrad Černá Hora. Později došlo mezi bratry k majetkovému vyrovnání, takže když se roku 1530 hovoří o společné majetkové smlouvě, v níž je zmínka o pivovaru v Černé Hoře, uvádí se pouze se svým bratrem Tasem.
Jaroslav Černohorský měl za manželku Helenu z Kunovic, se kterou měl dcery Kateřinu, Annu, Libuši a Braxidu. Zemřel 11. července 1546 ve Vídni. Dcery a dědičky postoupily roku 1550 rodový majetek svému příbuznému Václavu Bučovickému z Boskovic.